# Зірка шерифа
«Зірка шерифа» (рос. «Звезда шерифа») — російськомовний двосерійний художній фільм режисера Миколи Літуса за мотивами повісті Сідні Шелдона «Дон Вінтон». Фільм вперше вийшов на телебаченні у 1991 році. 

## Сюжет
Випадкове зіткнення лікаря-психоаналітика Джада Стівенса з мафіозі Демарко тягне за собою цілий ланцюжок подій. Дружина Демарко звертається в клініку Стівенса, але він не може зрозуміти з невиразних натяків, в чому її проблеми. А чотири вбивства, що жахнули місто своєю жорстокістю і відсутністю видимих мотивів, можна пов'язати з чим завгодно…

## Головні ролі
- Ірина Алферова — Анна
- Сергій Мартинов — Джад
- Арніс Ліцитіс — Макгрейві
- Анатолій Котенєв — Анджелі
- Лев Дуров — Моуді
- Олександр Мартинов — Демарко
- Георгій Дрозд — Бертоллі
- Я. Заріньш — Брук
- Н. Радченко — Роккі
- С. Радченко — Нік
- Юрій Муравицький — Пітер
- Анатолій Барчук — Пітер
- Х. Невох — Керол
- Микола Літус — шериф
- Також: Володимир Абазопуло, А. Агеєнков, Т. Антонова, Є. Балаєнко, Ю. Винарський, С. Виничук, М. Вольський, М. Гудзь, Ніна Реус, Ігор Шкурин та ін.

## Знімальна група
- Автори сценарію: Микола Ільїнський, Анатолій Вебер
- Режисер-постановник: Микола Літус
- Оператор-постановник: Микола Журавльов
- Художник-постановник: Анатолій Мамонтов
- Композитор: Володимир Бистряков
- Звукооператор: Ю. Винарський
- Режисер: Анатолій Кучеренко
- Оператор: А. Лен
- Художник по костюмах: Н. Коваленко
- Монтажер: Лариса Улицька
- Художник по гриму: Е. Панченко
- Редактор: Тетяна Ковтун
- Директор картини: Сергій Улицький

## Дубляж українською
Фільм дубльовано українською